# Torneio Apertura de 2009 (Argentina)
O Torneio Apertura de 2009 foi o torneio que abriu a temporada 2009/2010 do Campeonato Argentino.

## Primeira rodada
| 21 de agosto 19:00 | Gimnasia (LP) | 0 – 2 | Godoy Cruz                            | Del Bosque, La Plata Público: Árbitro: |
|                    |               |       | Matías Jara 3' · Federico Higuaín 49' |                                        |

| 21 de agosto 21:00 | Independiente | 0 – 1 | Newell's Old Boys    | Estadio Ciudad de Lanús, Lanús Público: Árbitro: |
|                    |               |       | Juan Insaurralde 76' |                                                  |

| 22 de agosto 14:00 | San Lorenzo | 3 – 1 | Atlético Tucumán | Nuevo Gasómetro, Buenos Aires Público: Árbitro: |
|                    |             |       |                  |                                                 |

| 22 de agosto 16:00 | Chacarita Juniors | 1 – 2 | Tigre | Estádio José Amalfitani, Buenos Aires Público: Árbitro: |
|                    |                   |       |       |                                                         |

| 22 de agosto 18:00 | Arsenal Sarandí | 0 – 2 | Estudiantes | El Viaducto, Sarandí Público: Árbitro: |
|                    |                 |       |             |                                        |

| 22 de agosto 20:00 | Rosario Central | 1 – 0 | Racing | El Gigante de Arroyito, Rosário Público: Árbitro: |
|                    |                 |       |        |                                                   |

| 23 de agosto 14:00 | Huracán | 1 – 2 | Lanús | Estádio Tomás Adolfo Ducó, Buenos Aires Público: Árbitro: |
|                    |         |       |       |                                                           |

| 23 de agosto 16:00 | Boca Juniors             | 2 – 2 | Argentinos Juniors                      | La Bombonera, Buenos Aires Público: Árbitro: |
|                    | Guillermo Marino 46' 51' |       | Gabriel Hauche 30' · Nicolás Gianni 46' |                                              |

| 23 de agosto 18:00 | Banfield                                    | 2 – 0 | River Plate | Estádio Florencio Sola, Lomas de Zamora Público: Árbitro: |
|                    | Santiago Silva 1' · Sebastián Fernández 32' |       |             |                                                           |

| 23 de agosto 20:00 | Colón | 0 – 1 | Vélez Sársfield | Estadio Brigadier Estanislao López, Santa Fé Público: Árbitro: |
|                    |       |       |                 |                                                                |

## Segunda rodada
| 28 de agosto 19:10 | Tigre | 1 – 2 | Rosario Central | Estadio Monumental de Victoria, Victoria Público: Árbitro: |
|                    |       |       |                 |                                                            |

| 28 de agosto 21:10 | Racing | 1 – 1 | Colón | El Cilindro, Avellaneda Público: Árbitro: |
|                    |        |       |       |                                           |

| 29 de agosto 14:10 | Vélez Sársfield | 3 – 1 | Arsenal Sarandí | Estádio José Amalfitani, Buenos Aires Público: Árbitro: |
|                    |                 |       |                 |                                                         |

| 29 de agosto 16:10 | Estudiantes | 3 – 0 | Gimnasia (LP) | Centenario, Quilmes Público: Árbitro: |
|                    |             |       |               |                                       |

| 29 de agosto 18:10 | Argentinos Juniors | 1 – 1 | Banfield | Estádio Diego Armando Maradona, Buenos Aires Público: Árbitro: |
|                    |                    |       |          |                                                                |

| 29 de agosto 20:10 | Godoy Cruz | 1 – 1 | San Lorenzo | Estadio Malvinas Argentinas, Mendoza Público: Árbitro: |
|                    |            |       |             |                                                        |

| 30 de agosto 14:10 | River Plate | 4 – 3 | Chacarita Juniors | Monumental de Nuñez, Buenos Aires Público: Árbitro: |
|                    |             |       |                   |                                                     |

| 30 de agosto 16:10 | Atlético Tucumán | 2 – 4 | Independiente | Estadio Monumental José Fierro, San Miguel de Tucumán Público: Árbitro: |
|                    |                  |       |               |                                                                         |

| 30 de agosto 18:10 | Lanús | 1 – 2 | Boca Juniors | Estadio Ciudad de Lanús, Lanús Público: Árbitro: |
|                    |       |       |              |                                                  |

| 30 de agosto 20:10 | Newell's Old Boys | 1 – 0 | Huracán | Estádio El Coloso del Parque, Rosário Público: Árbitro: |
|                    |                   |       |         |                                                         |

## Terceira rodada
Boca Juniors 3 x 1 Huracan
Vélez Sarsfield 1 x 1 San Lorenzo
Lanús 0 x 2 Tigre
San Martin(Tuc) 1 x 0 River Plate
Rosário Central 1 x 0 Gimnasia de Jujuy
Gimnasia La Plata 2 x 2 Independiente
Colón 2 x 3 Newell Old Boys
Arsenal 0 x 0 Racing
Argentinos Juniors 0 x 3 Estudiantes
Godoy Cruz 1 x 0 Banfield

## Quarta rodada
12/9/2009 
Tigre  1-2  Arsenal de Sarandí  
River Plate  0-0  Colón  
Chacarita Jrs  0-1  Rosario Central  
Lanús  1-2  Banfield  
Vélez Sársfield  0-0  San Lorenzo  
Estudiantes  2-1  Independiente  
Racing Club  1-1  Gimnasia  
Godoy Cruz  1-1  Huracán  
At. Tucumán  2-0  Boca Juniors  
Newell´s  0-1  Argentinos Juniors

## Quinta rodada
20/9/2009 
San Lorenzo  0-0  Racing Club  
Gimnasia  2-0  Tigre  
Arsenal de Sarandí  1-0  River Plate  
Lanús  0-2  Newell´s  
Huracán  1-4  Estudiantes  
Rosario Central  0-0  Banfield  
Boca Juniors  2-3  Godoy Cruz  
Colón  3-1  Chacarita Jrs  
Argentinos Juniors  2-1  At. Tucumán  
Independiente  2-2  Vélez Sársfield

## Sexta rodada
27-09-2009
Tigre  2-3  San Lorenzo  
Racing Club  1-2  Independiente  
River Plate  2-2  Gimnasia  
Vélez Sársfield  2-0  Huracán  
Chacarita Jrs  1-0  Arsenal de Sarandí  
Estudiantes  2-1  Boca Juniors  
Godoy Cruz  2-4  Argentinos Juniors  
At. Tucumán  2-2  Lanús  
Rosario Central  0-1  Colón  
Banfield  2-1  Newell´s

## Sétima rodada
04/10/2009  
San Lorenzo  2-1  River Plate  
Gimnasia  2-0  Chacarita Jrs  
Arsenal de Sarandí  1-0  Rosario Central  
Colón  0-0  Banfield  
Lanús  1-0  Godoy Cruz  
Argentinos Juniors  1-0  Estudiantes  
Newell´s  3-0  At. Tucumán  
Boca Juniors  3-2  Vélez Sársfield  
Huracán  3-1  Racing Club  
Independiente  2-1  Tigre

## Oitava rodada
17/10/2009
Vélez Sársfield  1-0  Argentinos Juniors  
Estudiantes  1-1  Lanús  
Godoy Cruz  1-1  Newell´s  
Colón  4-1  Arsenal de Sarandí  
Rosario Central  1-1  Gimnasia  
River Plate  1-3  Independiente  
Tigre  2-2  Huracán  
Chacarita Jrs  0-2  San Lorenzo  
Racing Club  1-2  Boca Juniors  
Banfield  1-1  At. Tucumán

## Nona rodada
18/10
Argentinos Juniors  2-0  Racing Club  
Boca Juniors  2-1  Tigre  
Huracán  0-0  River Plate  
Independiente  1-1  Chacarita Jrs  
San Lorenzo  1-0  Rosario Central  
Newell´s  2-1  Estudiantes  
Lanús  1-1  Vélez Sársfield  
At. Tucumán  1-1  Godoy Cruz  
Gimnasia  1-2  Colón  
Arsenal de Sarandí  1-1  Banfield

## Décima rodada
25/10/2009
Arsenal de Sarandí  1-0  Gimnasia  
Colón  2-1  San Lorenzo  
Rosario Central  2-0  Independiente  
Chacarita Jrs  1-0  Huracán  
River Plate  1-1  Boca Juniors  
Banfield  3-0  Godoy Cruz  
Racing Club  1-1  Lanús  
Tigre  1-1  Argentinos Juniors  
Vélez Sársfield  1-2  Newell´s  
Estudiantes  1-0  At. Tucumán

## Décima primeira rodada
28/10/2009
San Lorenzo  3-2  Arsenal de Sarandí  
Gimnasia  0-1  Banfield  
At. Tucumán  1-2  Vélez Sársfield  
Godoy Cruz  1-2  Estudiantes  
Independiente  3-2  Colón  
Newell´s  1-0  Racing Club  
Lanús  4-0  Tigre  
Argentinos Juniors  1-2  River Plate  
Boca Juniors  3-0  Chacarita Jrs  
Huracán  1-0  Rosario Central

## Décima segunda rodada
31/10/2009
Vélez Sársfield  2-0  Godoy Cruz  
Colón  3-0  Huracán  
Rosario Central  2-1  Boca Juniors  
River Plate  0-1  Lanús  
Arsenal de Sarandí  1-0  Independiente  
Racing Club  4-0  At. Tucumán  
Chacarita Jrs  2-2  Argentinos Juniors  
Gimnasia  2-2  San Lorenzo  
Banfield  2-1  Estudiantes  
Tigre  1-2  Newell´s

## Décima terceira rodada
08/11/2009
Independiente  1-0  Gimnasia  
Huracán  1-0  Arsenal de Sarandí  
San Lorenzo  0-1  Banfield  
Estudiantes  3-0  Vélez Sársfield  
Godoy Cruz  3-1  Racing Club  
At. Tucumán  4-2  Tigre  
Newell´s  2-1  River Plate  
Lanús  0-3  Chacarita Jrs  
Argentinos Juniors  1-1  Rosario Central  
Boca Juniors  0-0  Colón

## Décima quarta rodada
Rosario Central 3-0 Estudiantes (LP) 
Chacarita Juniors 0-1 Newell's Old Boys 
Tigre 2-0 Godoy Cruz 
Colón 2-0 Argentinos Juniors 
Banfield 3-0 Vélez Sársfield 
San Lorenzo 0-3 Independiente 
Arsenal 1-1 Boca Juniors 
River Plate 3-1 Atlético Tucumán 
Racing Club 1-0 Estudiantes (LP) 
Gimnasia (LP) 4-1 Huracán 
Rosario Central 0-0 Lanús

## Décima quinta rodada
Lanús 3-0 Colón 
Estudiantes (LP)3-1Tigre 
Independiente 1-2 Banfield 
Huracán 0-2 San Lorenzo 
Atlético Tucumán 2-1Chacarita Juniors 
Godoy Cruz 1-1 River Plate 
Newell's Old Boys 2-2 Rosario Central 
Boca Juniors 4-0 Gimnasia (LP) 
Vélez Sársfield 4-2 Racing Club 
Argentinos Juniors 1-1 Arsenal

## Décima sexta rodada
Rosario Central 1-1 Atlético Tucumán 
Independiente 2-0 Huracán 
Chacarita Juniors 2-1 Godoy Cruz 
River Plate 1-1 Estudiantes (LP) 
Banfield 1-2 Racing Club 
San Lorenzo 3-0 Boca Juniors 
Tigre 0-3 Vélez Sársfield 
Colón 0-1 Newell's Old Boys 
Arsenal 2-5 Lanús

## Décima sétima rodada
Estudiantes (LP) 0-0 Chacarita Juniors 
Godoy Cruz 1-1 Rosario Central 
Huracán 0-1 Banfield 
Racing Club 1-0 Tigre 
Argentinos Juniors 2-1 San Lorenzo 
Atlético Tucumán 2-0 Colón 
Boca Juniors 1-2 Independiente 
Newell's Old Boys - Arsenal 
Lanús - Gimnasia (LP) 
Vélez Sársfield - River Plate

## Décima oitava rodada
Rosario Central 3-0 Estudiantes (LP) 
```
Banfield - Tigre 
Huracán - Boca Juniors 
San Lorenzo - Lanús 
Arsenal - Atlético Tucumán 
River Plate - Racing Club 
Gimnasia (LP) - Newell's Old Boys 
Chacarita Juniors - Vélez Sársfield 
Colón - Godoy Cruz 
Independiente - Argentinos Juniors
```

## Décima nona rodada
Estudiantes (LP) 0-1 Colón
Newell´s  San Lorenzo 
Lanús  Independiente 
Argentinos Juniors  Huracán 
Boca Juniors  Banfield 
Tigre  River Plate 
Racing Club  Chacarita Jrs 
Vélez Sársfield  Rosario Central
Godoy Cruz  Arsenal de Sarandí 
At. Tucumán  Gimnasia

## Tabela de descenso
| Pos | Equipe             | Promédio | Part Jug | Pontos |
| --- | ------------------ | -------- | -------- | ------ |
| 1º  | Boca Juniors       | 1,723    | 76       | 131    |
| 1°  | Lanús              | 1,723    | 76       | 131    |
| 3º  | San Lorenzo        | 1,671    | 76       | 127    |
| 4º  | Estudiantes        | 1,657    | 76       | 126    |
| 5º  | Vélez Sarsfield    | 1,644    | 76       | 125    |
| 6º  | Tigre              | 1,552    | 76       | 118    |
| 7º  | Huracán            | 1,447    | 76       | 110    |
| 8º  | Newell´s Old Boys  | 1,421    | 76       | 108    |
| 9º  | River Plate        | 1,407    | 76       | 107    |
| 10º | Colón              | 1,342    | 76       | 102    |
| 11º | Banfield           | 1,315    | 76       | 100    |
| 12º | Argentinos Juniors | 1,302    | 76       | 99     |
| 13º | Godoy Cruz         | 1,289    | 38       | 49     |
| 13° | Independiente      | 1,289    | 76       | 98     |
| 15º | Arsenal            | 1,276    | 76       | 97     |
| 16º | Racing Club        | 1,211    | 76       | 92     |
| 17º | Gimnasia (LP)      | 1,197    | 76       | 91     |
| 18º | Rosario Central    | 1,065    | 76       | 81     |
| 19º | Atlético Tucumán   | 0,000    | 0        | 0      |
| 20º | Chacarita Juniors  | 0,000    | 0        | 0      |

|  | |
|  | As equipes que terminarem nesta posição ao final da temporada 2009/10 jogarão a promoção com duas equipes da Nacional B. |
|  | As equipes que terminarem nesta posição ao final da temporada 2009/10 cairão à Nacional b.                               |

## Tabela acumulada do ano de 2009
| Campeão do Torneo Apertura 2009 |
| ------------------------------- |
| BANFIELD Campeão (1º título)    |